# Campeonato Europeo de Bádminton de 1974
El IV Campeonato Europeo de Bádminton se celebró en Viena (Austria) del 18 al 20 de abril de 1974 bajo la organización de la Unión Europea de Bádminton (EBU) y la Federación Austriaca de Bádminton.

## Medallistas
| Evento               | Oro                                    | Plata                                   | Bronce                                                                                        |
| -------------------- | -------------------------------------- | --------------------------------------- | --------------------------------------------------------------------------------------------- |
| Individual masculino | Sture Johnsson · Suecia                | Thomas Kihlström · Suecia               | Flemming Delfs Dinamarca Derek Talbot Inglaterra                                              |
| Dobles masculino     | Willi Braun Roland Maywald RFA         | Svend Pri Poul Petersen Dinamarca       | Ray Stevens Michael Tredgett Inglaterra Elo Hansen Flemming Delfs Dinamarca                   |
| Individual femenino  | Gillian Gilks Inglaterra               | Lene Køppen Dinamarca                   | Joke van Beusekom · Países Bajos Margaret Beck · Inglaterra                                   |
| Dobles femenino      | Gillian Gilks Margaret Beck Inglaterra | Susan Whetnall Nora Gardner Inglaterra  | Pernille Kaagaard · Ulla Strand · Dinamarca Joke van Beusekom · Marjan Luesken · Países Bajos |
| Dobles mixto         | Derek Talbot Gillian Gilks Inglaterra  | Elliot Stuart Susan Whetnall Inglaterra | Wolfgang Bochow Marieluise Zizmann RFA Michael Tredgett Barbara Giles Inglaterra              |

## Medallero
| Núm. | País         | Oro | Plata | Bronce | Total |
| ---- | ------------ | --- | ----- | ------ | ----- |
| 1    | Inglaterra   | 3   | 2     | 4      | 9     |
| 2    | Suecia       | 1   | 1     | 0      | 2     |
| 3    | RFA          | 1   | 0     | 1      | 2     |
| 4    | Dinamarca    | 0   | 2     | 3      | 5     |
| 5    | Países Bajos | 0   | 0     | 2      | 2     |
|      | TOTAL        | 5   | 5     | 10     | 20    |